# Lily-Rose Depp
Lily-Rose Melody Depp (n. 27 mai 1999, Paris, Franța) este o actriță și fotomodel franco-americană.

## Copilărie
Părinții ei au fost actorul american Johnny Depp și cântăreața de origine franceză Vanessa Paradis. Lily este sora mai mare a lui John „Jack” Christopher Depp III. De asemenea, ea este nepoata actriței Alysson Paradis, iar nașul ei este Marilyn Manson.
După ce Depp și Paradis s-au despărțit în 2012, după 14 ani împreună, au împărțit custodia comună a lui Lily-Rose, care-și împarte timpul între Los Angeles și Paris. Aceasta vorbește fluent limba engleză și franceză.

## Cariera

### Modeling
În aprilie 2015, Depp a pozat pentru revista australiană Oyster, iar în luna mai a devenit chipul noului parfum de la Chanel, No°5 L'Eau. Ea a apărut pe coperta revistei Vogue UK în ediția din decembrie 2016. De asemenea, Lily-Rose și mama ei, Vanessa Paradis, au fost fotografiate pentru revista Our City of Angels în februarie 2017. Banii din vânzarea acestei ediții au fost donate către Planned Parenthood.
Ea apare cu rapper-ul irlandez Rejjie Snow în videoclipul său pentru melodia „All Around the World”.

### Actorie
Depp și-a început cariera de actriță cu o scurtă apariție în Tusk, scris special pentru ea de Kevin Smith, tatăl prietenei ei, Harley Quinn Smith. Smith a scris mai târziu un spin-off al Tusk, axat pe personajele lui Lily-Rose și Quinn Smith, numit Yoga Hosers. În iunie 2015, Smith a anunțat că Lily-Rose Depp își va relua rolul din Yoga Hosers în Moose Jaws.
În 2015, Depp a început filmările alături de Natalie Portman pentru Planetarium în regia lui Rebecca Zlotowski, film care prezint povestea a două surori spiritiste din anii 30. În 2016, Lily-Rose a interpretat-o pe Isadora Duncan în filmul The Dancer, debutul regizoral  al lui Stéphanie Di Giusto.
În 2019, ea va apărea alături de Timothée Chalamet și Robert Pattinson în filmul The King, regizat de David Michôd.

## Viața personală
Încă de la nașterea sa, persoana ei a reprezentat subiect de tabloide și mass-media, inclusiv zilele sale de naștere, participarea ei la evenimente mondene, și recenzii ale alegerilor ei de modă.
În august 2015, ea a decis să ia parte la Self-Evident Truths Project, o „înregistrare fotografică a 10 mii de oameni din SUA care fac parte din comunitatea LGBTQI”, afirmând că se regăsește undeva pe acest spectru vast.